# Спиське Бистре
Спиське Бистре (словац. Spišské Bystré) — село в Словаччині, Попрадському окрузі Пряшівського краю. Розташоване в північній Словаччині в грабені верхнього Горнаду приблизно 8 кілометрів на південний захід від Попраду.
Уперше згадується у 1294 році.
У селі є готичний римо-католицький костел св. Михайла. Початки його будування сягають до 70-х років 13 століття, перша згадка походить з 1332 року.

## Географія
Протікає річка Бистра.

## Населення
| Рік:            | 1994. | 2004.   | 2014.   | 2024.   |
| --------------- | ----- | ------- | ------- | ------- |
| Кількість осіб: | 2174  | 2391    | 2484    | 2480    |
| Різниця:        |       | +9,98 % | +3,88 % | -0,16 % |

| Рік:            | 2023. | 2024.   |
| --------------- | ----- | ------- |
| Кількість осіб: | 2485  | 2480    |
| Різниця:        |       | -0,20 % |

У селі проживає 2431 осіб.
Національний склад населення (за даними останнього перепису населення — 2001 року):
- словаки — 91,22 %,
- цигани — 7,86 %,
- чехи — 0,29 %,
- русини — 0,04 %

Склад населення за приналежністю до релігії станом на 2001 рік:
- римо-католики — 94,29 %,
- протестанти — 0,46 %,
- греко-католики — 0,17 %,
- православні — 0,04 %,
- не вважають себе вірянами або не належать до жодної з вищезгаданих конфесій — 5,04 %